# Alarm (wiersz)

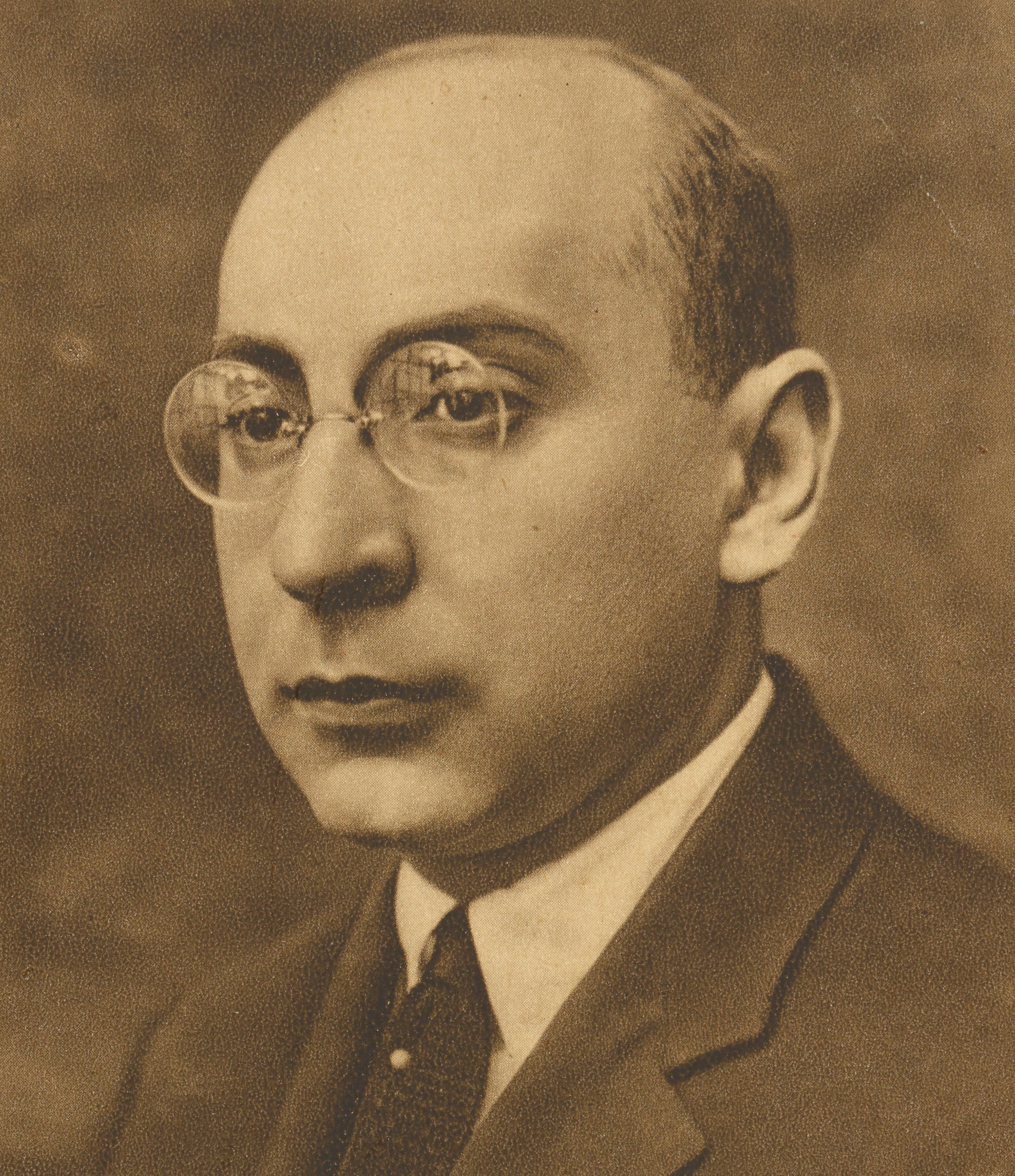
Wizerunek Słonimskiego na kartce pocztowej z 1933

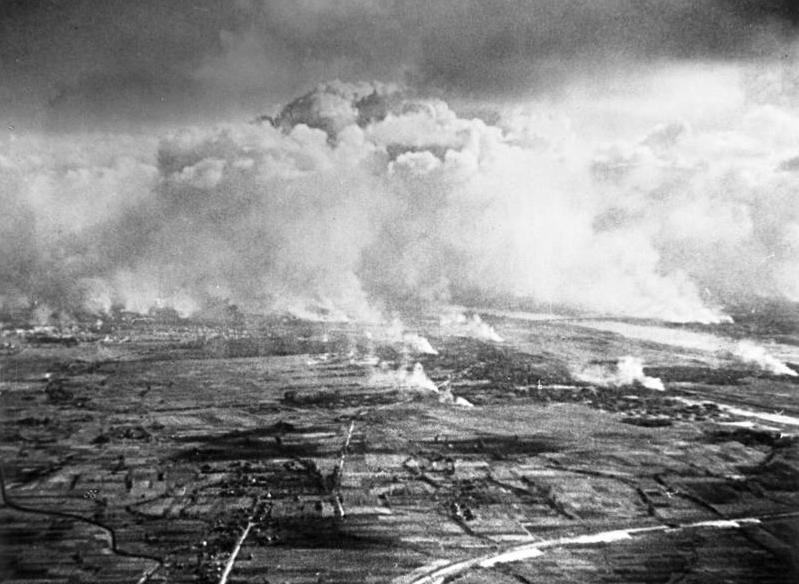
Fotografia lotnicza płonącego miasta podczas obrony Warszawy

Alarm – wiersz Antoniego Słonimskiego opisujący bombardowanie Warszawy we wrześniu 1939. Jeden z najbardziej znanych wierszy w literaturze polskiej okresu okupacji, uznawany za najbardziej znany wiersz Słonimskiego  . Premiera utworu miała miejsce 25 grudnia 1939 w bożonarodzeniowej audycji radia francuskiego skierowanej do Polaków, podczas której odczytany został przez – wedle sprzecznych relacji – autora bądź Irenę Eichlerównę. Alarm ukazał się drukiem 18 lutego 1940 na łamach nowojorskiego „Robotnika Polskiego” (nr 7). Został przedrukowany 17 marca 1940 w paryskich „Wiadomości Polskich, Politycznych i Literackich” (nr 1) , a także w wielu czasopismach konspiracyjnych w okupowanej Polsce.

## Historia
Na temat pierwszych dni II wojny światowej Słonimski pisał po latach w komentarzu do jednego z wydań zbiorczych Kronik tygodniowych:

Nie wierzyłem w wojnę jeszcze tego pierwszego ranka. Dopiero, gdy otworzyłem radio i usłyszałem słowa „Uwaga, uwaga, przeszedł, Koma trzy”, „Ogłaszam alarm dla miasta Warszawy”. Poczułem lęk i rozpacz, że mój świat się na tych słowach skończył.

Wiersz napisany został w Paryżu w dniach 10-16 października 1939. Jego przedruki ukazały się w prasie zagranicznej (wydawanej w Nowym Jorku, Chicago, Budapeszcie Paryżu, Londynie), a także polskiej prasie podziemnej: w Warszawie („Polska Żyje” ) i Krakowie okupowanymi przez III Rzeszę oraz w Wilnie okupowanym przez Związek Radziecki. Autor opatrzył swój utwór pseudonimem Paryżanin.
Wiesz ukazał się m.in. w Antologii poezji współczesnej (w części pt. Obrona) opublikowanej w Warszawie w 1941. Zgodnie z mylącą stroną tytułową zbiór wydany został w 1937. Była to pierwsza tego typu antologia najnowszej poezji polskiej. 4 grudnia 1941 wiersz opublikowany został w pierwszym numerze „Polski” – oficjalnego organu prasowego polskiej misji dyplomatycznej w ZSRR. W 1942 Alarm znalazł się w pierwszym z pięciu numerów Werbli Wolności – broszur wydawanych przez Komisję Propagandy działającej przy warszawskim okręgu Biura Informacji i Propagandy KG ZWZ-AK. 

## Budowa
Wiersz Alarm zbudowany jest z trzech zróżnicowanych dwustrofowych części, przy czym większość omówień tego utworu skupia się w szczególności na pierwszych dwóch:
- część I (wersy 1-25) – przemiana bezosobowego bohatera, kończąca się personifikacją nalotu[19];
- część II (wersy 26-37) – podmiot liryczny (jako Tyrtajos) wzywający do walki[21]; nawiązanie do bitw pod Wagram oraz pod Jeną jako „przypomnienie chwały oręża francuskiego w walce z narodami germańskimi”. Autor nie wspomina przy tym wprost o Napoleonie Bonaparte, unikając tym samym powiązania z „romantycznym mitem napoleońskim”, o czym świadczy również przywołanie Marsylianki[d][22]
- część III (wersy 38-54) – ostatnie strofy mają „charakter traumatyczny”[13]; następuje zmiana formuły wypowiedzi (zastąpienie wersów krótszych – od 3 do 12 sylab – wersami dłuższymi – od 8 do 14 sylab)[20]; wersy 41 i 42 nawiązują do katastroficznego wiersza Słonimskiego Nie wołaj mnie[13].

## Odbiór
W 1941 na temat Alarmu pozytywnie wypowiadali się na łamach „Dziennika Polskiego” Antoni Bogusławski (nr 364) oraz Arthur Prudden Coleman (nr 209), którego zdaniem wiersz wzruszał, lecz nie zachwycał czytelnika. Utwór cieszył się popularnością wśród Polaków (w tym Polonii) podczas II wojny światowej . Powszechne było recytowanie wiersza podczas akademii wojskowych we Francji oraz Londynie.